# Bad (chanson de U2)
Cet article concerne la chanson de U2. Pour la chanson de Michael Jackson, voir Bad.
Pour les articles homonymes, voir Bad.
Singles de U2
The Unforgettable Fire
(1984) With or Without You
(1987)
Bad est la septième piste de l'album The Unforgettable Fire du groupe de rock irlandais U2, publié à l'automne 1984. Elle est aussi présente, dans sa version live, comme chanson d'ouverture sur le mini-album Wide Awake in America, sorti l'année suivante. La composition du morceau est partie d'une improvisation du guitariste The Edge. Les paroles de Bono sont écrites à propos de l'addiction à la drogue. Objet de conflit entre le groupe et le producteur Brian Eno opposé à toute retouche après quelques premiers jets improvisés, considérée comme « prometteuse mais inachevée » par Bono, Bad n'en reste pas moins l'une des chansons les plus réussies de The Unforgettable Fire et l'une des plus jouées par U2 en concert.

## Caractéristiques artistiques

### Musique
Tout commença par une improvisation de The Edge, les autres le rejoignant bientôt. « Je crois qu'on a fait trois prises, se souvient le guitariste de U2, ce qui a suffi à bâtir notre morceau de base. Il y a quelques rajouts, mais c'est presque live et çà se sent. À un moment, Larry Mullen Junior pose ses balais et prend ses baguettes ; ça crée une pause qui a un effet dramatique incroyable. C'est le genre de choses qu'on ne peut pas prévoir. »
Le morceau débute par une sorte de bourdonnement, c'est la partie rythmique traînante. Le bassiste Adam Clayton ajoute une partie de basse qui donne à Bad son côté accro.

### Paroles
Bad est une chanson sur un sujet douloureux. Bono l'a écrite en abordant la surconsommation endémique d'héroïne qui tétanisait un Dublin miné par la récession, au début des années 1980. Son texte se fonde sur l'expérience de gens que le chanteur de U2 a personnellement connus. « J'ai toujours eu un grand respect pour les gens responsables, dit Bono en évoquant la chanson. Mais j'en ai aussi énormément pour les irresponsables. Il y a en moi un côté qui a envie de fuir. »

## Tournée

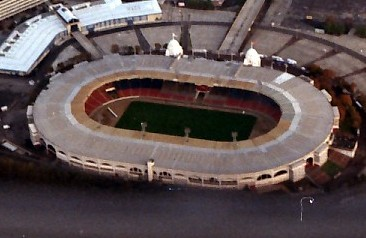
U2 interprète une version longue de Bad au stade de Wembley lors du Live Aid en 1985.

Bad est l'une des chansons les plus jouées par U2 en concert.  Depuis sa création, elle a été interprétée dans toutes les tournées du groupe, à l'exception  de l'Experience + Innocence Tour en 2018. Lors du Live Aid au stade de Wembley (conçu pour lever des fonds contre la famine en Éthiopie), le 13 juillet 1985, U2 a joué une version de 12 minutes de Bad.

## Anecdote
Estimant que le texte de Bad n'est pas assez convaincant, Bono a fredonné en concert depuis sa création, cinquante airs différents sur les deux accords de la chanson.

## Classement
Même s'il n'est pas sorti en single, Bad a atteint la 19e place dans le classement américain Mainstream Rock Airplay.

## Postérité
La chanson n'est pas un des plus grands succès du groupe. Elle est cependant, d'après le magazine Rolling Stone, la 2e chanson préférée des fans de U2, derrière One, et est très souvent jouée en concert, notamment lors du Live Aid en 1985. À en croire Adam Clayton, « c'est seulement après six mois de tournée, et après en avoir parlé avec des gens différents, que l'on a saisi le sens profond de cette chanson ». C'est ainsi que les animateurs radio préférèrent la version live interprétée à Birmingham en 1985, gravée sur l'EP Wide Awake in America, à la version studio pendant des décennies. Cette dernière est toutefois incluse en sixième position dans le Best of 1980-1990 de U2, paru en 1998.